# Гейдаров, Фаттах Самед оглы
Фаттах Самед оглы Гейдаров (азерб. Fəttah Səməd oğlu Heydərov; 23 февраля 1938, дер. Чешмабасар, Нахичеванская АССР, Азербайджанская ССР — 3 августа 2020, Баку, Азербайджан) — советский партийный и государственный деятель, азербайджанский государственный деятель, депутат парламента Азербайджана, председатель Совета старейшин Азербайджана, председатель Счётной комиссии Милли Меджлиса.

## Биография
В 1955 году окончил среднюю школу в деревне Нехрем, в 1964 году — механико-математический факультет Азербайджанском государственном университета им. С. М. Кирова. В 1975 году окончил Высшую партийную школу при ЦК Компартии Азербайджана в Баку.
В 1955—1958 годах работал заведующим Гюзнютского сельского клуба нынешнего Бабекского района, в 1958—1966 годах — учителем восьмилетней школы села Чешмебасар (Нахичеванская АССР).
В 1966—1970 годах — инструктор Нахичеванского областного комитета КП Азербайджана, в 1970—1976 годах — второй секретарь Ордубадского районного комитета КП Азербайджана.
В 1976—1978 годах — министр бытового обслуживания населения Нахичеванской АССР, в 1978—1983 годах — первый секретарь Ордубадского и Джульфинского районных комитетов КП Азербайджана, в 1983—1995 годах — министр культуры Нахичеванской АССР/Нахичеванской Автономной Республики.
Избирался депутатом Нахичеванского городского и Ордубадского районного советов депутатов.
В 1990—1995 годах избирался депутатом Высшего Совета Нахичеванской Автономной Республики.
С 1995 года являлся депутатом Национального Собрания Азербайджанской Республики.
Являлся председателем Совета аксакалов (старейшин) Азербайджана.
Похоронен на I Аллее почётного захоронения.

## Награды и звания
- Орден «Независимость» (22 февраля 2018 года) — за многолетнюю эффективную деятельность в общественно-политической жизни Азербайджанской Республики[5][6].
- Орден «Честь» (22 февраля 2013 года) — за активное участие в общественно-политической жизни Азербайджанской Республики[7].
- Орден «Слава» (20 февраля 2008 года) — за активное участие в культурной и общественно-политической жизни Азербайджанской Республики[8].
- Орден «Знак Почёта» (1975 год).
- Почётная грамота Совета Федерации (2017 год, Совет Федерации, Россия)[9].